# Contea di Jingbian
La contea di Jingbian (靖边县S, Jìngbiān XiànP) è una contea della Cina, situata nella provincia dello Shaanxi e amministrata dalla prefettura di Yulin.